# 岩手中央農業協同組合
岩手中央農業協同組合（いわてちゅうおうのうぎょうきょうどうくみあい、略称JAいわて中央、岩手中央農協）は、岩手県紫波郡紫波町に本所を置く農業協同組合。

## 概要
岩手県中央部を管轄する農業協同組合。
JAバンクとしては、紫波郡紫波町と同矢巾町から指定金融機関、盛岡市からは指定代理金融機関を受託している。
定款上は、紫波町と矢巾町の他、盛岡市全域を事業エリアとしているが、盛岡市の旧玉山村の地域は、新岩手農業協同組合が元々事業エリアとしている地域であり、自治体合併の影響で、盛岡市域については、2つの農協が重複して事業エリアとしている状況となっている。なお、JAいわて中央の店舗は玉山地域にはない（JA新いわての店舗も、合併前の盛岡市域にはない）。
紫波地区と矢巾地区では、それぞれ別途に放送センターを保有する形で有線放送電話を展開していたが、2018年2月28日をもって、業務を終了した。紫波地区については、町内のプロバイダである、フルーツネットに加入することで、ADSL網などを利用したサービスも利用可能となっていたが、2019年5月31日をもってサービスを終了した。

## 沿革
- 1999年3月1日 - 矢巾町・岩手しわ町・都南の3農協が新設合併し、岩手中央農業協同組合が発足。
- 2007年5月1日 - 盛岡市農業協同組合と合併。
- 2018年2月28日 - 有線放送電話業務終了。
- 2021年4月1日
  - 本所を従来の志和支所の位置に移転（4月12日まで順次実施）。金融窓口は非設置で、口座勘定の住所は旧本所位置に存続。
  - 紫波地区のすべての支所・有人出張所を東部支所に統合し、東部支所を従来の本所窓口位置に移転のうえ、紫波支所に改称。本所の窓口および取引の一部も紫波支所に移行。
  - 矢巾地区の有人出張所をすべて矢巾支所に統合。
  - 都南地区のすべての支所・有人出張所を飯岡支所に統合し、都南支所として移転改称。
  - 本宮支所および盛岡東出張所を太田支所に統合し、盛岡支所に改称。
  - 本宮支所跡地は、総合相談センターに改組され、信用事業や共済事業の相談窓口として設置。

## 店舗
紫波郡
- 本所 - 紫波町桜町上野沢38-1(JA岩手しわ町旧本所)
- 古館出張所 - 紫波町高水寺田中68
- 水分出張所 - 紫波町吉水祭田41-1
- 赤石支所 - 紫波町上日詰駅前1-9-2
- 東部支所 - 紫波町犬吠森境108-3
- 志和支所 - 紫波町土舘沖田98-20
- 矢巾支所 - 矢巾町南矢幅14-109(JA矢巾町旧本所)
- 徳田出張所 - 矢巾町西徳田5-140-1
- 不動出張所 - 矢巾町大字室岡11-3-5

盛岡市
- 飯岡支所 - 下飯岡14-189(JA都南旧本所)
- 見前支所 - 三本柳12-22-1
- 都南乙部出張所 - 手代森24-26
- 本宮支所 - 本宮4-36-23(JA盛岡市旧本所)
- 太田支所 - 上太田字上野屋敷2-1
- 盛岡東出張所 - 中野1丁目26-35

## 主な作物
- 米
- 小麦
- きゅうり
- りんご
- ぶどう
- セイヨウナシ
- 牛肉
- 豚肉
- しいたけ
- 花（アルストロメリア） など。